# Brian Shaw (homme fort)
Pour les articles homonymes, voir Brian Shaw (homonymie) et Shaw.
Brian Shaw, né le 26 février 1982 à Fort Lupton, Colorado, est un haltérophile et homme fort professionnel américain de 2m pour 200 kg. Il a gagné quatre fois la compétition The World's Strongest Man (L'Homme le plus fort au monde).

## Biographie
Né à Fort Lupton de Jay et Bonnie Shaw, Brian a effectué ses études à la Fort Lupton High School, puis au Otero Junior College, pour obtenir un diplôme en gestion du bien-être en entreprise (Wellness Management) de la Black Hills State University (en).
Durant l'ensemble de ses études, Shaw, de par sa grande taille et son impressionnante constitution physique, a suivi un parcours de basketteur qui l'amena à être l'un des leaders de l'équipe des Rattlers d'Otero. C'est en parallèle de ce sport que Shaw dit s'être rapproché des poids et de la musculation, faisant de la salle de son établissement son « sanctuaire ».
En corrélation avec sa stature, Shaw a déclaré avoir toujours été quelqu'un de particulièrement fort ; de ses propres mots[réf. nécessaire] : « J'ai toujours pu faire ce genre de choses. Le plus gros pneu, la plus lourde pierre... J'ai toujours été capable de le prendre et de le soulever. [...] Ce n'est pas de la force de musculation. C'est de la force brute. »

## Titres
- 2011 : The World's Strongest Man
- 2013 : The World's Strongest Man
- 2015 : The World's Strongest Man
- 2016 : The World's Strongest Man
- 2011 : Arnold Strongman Classic Champions
- 2015 : Arnold Strongman Classic Champions
- 2017 : Arnold Strongman Classic Champions
- 2020 : Shaw classic
- 2023 : Strongest man on earth (Shaw classic)

## Records
Effectué en compétition
- Rogue Elephant Bar Deadlift : 463 kg
- Hummer Tire Deadlift : 520 kg
- Log Lift : 211 kg
- Manhood Stones (record du monde) : 254 kg

En salle
- Squat : 410 kg
- Rowing Machine : 100 m en 12,8 s (record du monde non-officiel)

## Filmographie
- Kickboxer : L'Héritage (Kickboxer: Retaliation) de Dimitri Logothetis, 2018, dans le rôle d'un prisonnier immense.